# Казаве
Казаве (фр. Cazavet) насеље је и општина у јужној Француској у региону Миди Пирене, у департману Арјеж која припада префектури Сен Жирон.
По подацима из 2011. године у општини је живело 221 становника, а густина насељености је износила 12,33 становника/km². Општина се простире на површини од 17,93 km². Налази се на средњој надморској висини од 428 метара (максималној 1.247 m, а минималној 367 m).

## Демографија
| 1962. | 1968. | 1975. | 1982. | 1990. | 1999. | 2011. |
| ----- | ----- | ----- | ----- | ----- | ----- | ----- |
| 211   | 240   | 199   | 181   | 185   | 181   | 221   |

График промене броја становника у току последњих година